# Муньо Нуньес
Муньо Нуньес (умер после 910) — граф Кастилии (ок. 899—901 и 904—ок. 909), сеньор Амайи (исп. Amaya) и Кастрохериса. Участвовал в заговоре своего зятя Гарсии I против короля Астурии Альфонса III Великого, в результате которого отец Гарсии I отрёкся от престола и тот стал королём Леона.

## Биография

### Происхождение
Муньо Нуньеса отчасти связывают с Нуньо Расурой, который был одним из двух легендарных первых судей Кастилии, назначенных Альфонсо II. Муньо Нуньес считается сыном Нуньо Расуры, однако эта версия упоминается только в поздних источниках.
В 824 году граф Муньо Нуньес основал Браньосеру, предоставив её жителям налоговые и иные привилегии. Вероятно, здесь речь идёт о Нуньо Расуре.
В 882 году Муньо Нуньес участвовал в новой волне колонизации, связанной с постройкой крепости Кастрохерис. В 899 году он назван графом Кастилии.

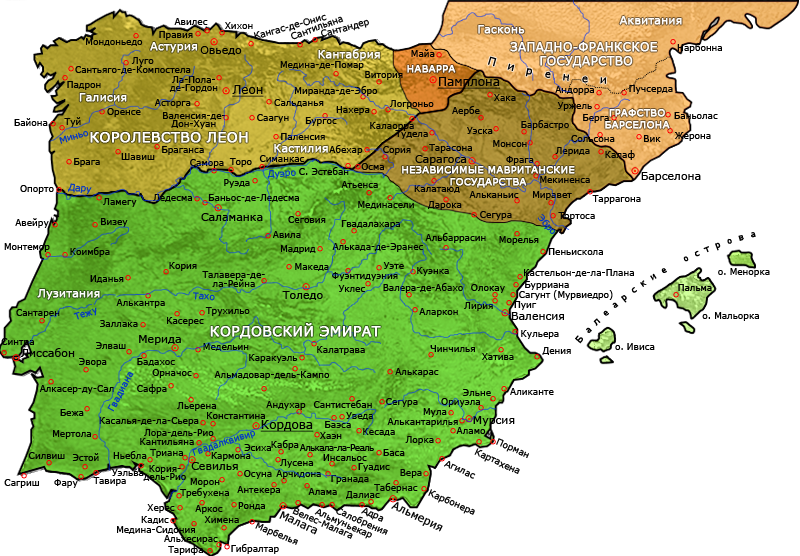
Пиренейский полуостров в 910 году.

### Семья
Женой Муньо Нуньеса считают дочь Родриго, графа Кастилии.
Дети:
- Нуньо Нуньес ( — после 914/915). Граф Кастилии в 914/915.
- Муниадонна Кастильская жена 1) к 910 году Гарсии I, короля Леона; возможно 2) брак с Фернандо Ансуресом, графом Кастилии

## Карты
- Территориальный рост Кастилии в VIII—X веках
- Заселение долины Дуэро в IX—X веках